# Davor Badrov
Davor Badrov (Vitez, 21. rujna 1992.) je bosanskohercegovački i hrvatski pjevač folktronika glazbe iz Bosne i Hercegovine. Na glazbenoj sceni se pojavljuje 2007. godine kao mlada zvijezda tadašnje izdavačke kući VIP. Neke od njegovih poznatih pjesama su: "Momačka", "Jedina", "Ja baraba sve joj džaba", "Svanut će zore bijele", "Subota je ludilo", "Pravo na ljubav", "Zbogom za kraj", "Ne brini oče moj", "Apaurin", "Najdraža"i "Dijelimo sve na pola".

## Diskografija
- Daj mi grlice, VIP music 2007.
- Jedina, BN Music, 2009.
- Ja baraba, sve joj džaba, BN Music, 2010.
- Subota je ludilo, BN Music, 2011.

## Vanjske poveznice
- Službena web stranica Davora Badrova